# 朝日飲料

朝日飲料（日语：アサヒ飲料株式会社）是一家成立於1982年的公司，也是朝日集團控股的軟飲料部門的子公司，總部位於東京都墨田區吾妻橋1丁目23番1號。該公司的代表性產品包括三矢蘇打、寶利果汁、十六茶、可爾必思等飲料。

## 外部連結
- アサヒ飲料  - 官方網站